# Antoine Béthouart
Pour les articles homonymes, voir Béthouart.
Antoine Béthouart, né le 17 décembre 1889 à Dole et mort le 17 octobre 1982 à Fréjus, est un général français de la Seconde Guerre mondiale, compagnon de la Libération, grand-croix de la Légion d'honneur et médaillé militaire.
Il s'illustre pendant la campagne de Norvège en 1940, au commandement du corps expéditionnaire français, puis en 1944-1945 à la tête du 1er corps d'armée lors de la Libération de la France et de la campagne d'Allemagne. Il termine sa carrière militaire en 1949, au rang de général d'armée, et devient ensuite sénateur représentant les Français établis hors de France entre 1955 et 1971.

## Biographie

### Études
Antoine Béthouart naît à Dole où son  père est conservateur des hypothèques. Sa famille est originaire de Picardie.
Après le lycée privé Sainte-Geneviève, il entre à l'école spéciale militaire de Saint-Cyr, promotion de Fès (la même que celle d'Alphonse Juin et de Charles de Gaulle), en 1909 et en sort en 1912 en qualité de sous-lieutenant. Il est alors affecté au 152e régiment d'infanterie dans les Vosges.

### Première Guerre mondiale
Antoine Béthouart participe à la Grande Guerre dans l’infanterie, où il est chef de section, commandant de compagnie puis chef de bataillon dans différentes unités réparties sur toute l’étendue du front ouest : Alsace, Verdun, la Somme, le Chemin des Dames, le mont Kemmel en Belgique. Trois fois blessé et trois fois cité, il est fait chevalier de la Légion d’honneur et finit la guerre au grade de capitaine.

### Carrière d’officier dans l'entre-deux-guerres
En 1919, Antoine Béthouart est envoyé en Finlande comme conseiller militaire, puis à partir de 1920, il suit les cours de l’École de guerre pendant deux ans. En 1922, il est affecté à l'état-major du 12e corps d'armée.
Il sert dans les troupes alpines de 1925 à 1928 où il est professeur au Centre d’études de montagne, puis il commande le 24e bataillon de chasseurs alpins en garnison à Villefranche-sur-Mer.
De 1930 à 1938, il est d'abord l'adjoint de l'attaché militaire en Yougoslavie puis, promu lieutenant-colonel, il devient le chef de cette mission militaire. Il est ensuite affecté au 3e bureau de l’état-major de l'armée avant de recevoir le commandement de la 5e demi-brigade de chasseurs alpins en avril 1938. Il est en poste au début de la Seconde Guerre mondiale, dans les Alpes puis sur la ligne Maginot en Moselle.

### Seconde Guerre mondiale

#### Narvik
En février 1940, Antoine Béthouart prend le commandement de la brigade de haute montagne qu'il constitue afin de participer au combat dans les pays scandinaves. Le 12 avril 1940, il embarque à la tête du corps expéditionnaire français d'abord à destination de la Finlande mais il se trouve dérouté sur la Norvège pour y « barrer la route du fer suédois », selon l'expression de Paul Reynaud. Il reçoit ses deux étoiles de général de brigade avant le débarquement de Narvik qui est la première victoire alliée de la Seconde Guerre mondiale, les 10 et 13 avril 1940. Il est légèrement blessé le 20 avril à Namsos et remporte des succès à Bjerkvik le 13 mai 1940 et à Narvik, qu'il reprend aux Allemands le 28 mai, les repoussant à la frontière suédoise.
Cette victoire est inexploitée car le 28 mai 1940, après la percée allemande des Ardennes du 10 mai 1940 qui met un terme à la « drôle de guerre », le corps expéditionnaire est évacué le 7 juin 1940 vers l'Angleterre puis rapatrié en France pour y combattre, laissant ainsi le champ libre aux troupes allemandes, qui occupent Narvik sans affrontement.

#### Maroc
Le général Béthouart choisissant la voie « de l'obéissance » est affecté au Maroc, où il est nommé commandant de la subdivision de Rabat, puis de la division de Casablanca en 1942. Il organise malgré tout l’aide au débarquement des Alliés en Afrique du Nord le 8 novembre 1942. Il est alors arrêté et traduit en cour martiale par le général Noguès, résident général au Maroc. Libéré quatre jours plus tard par les Américains, il est cependant déchu de la nationalité française le 9 novembre, ce qui lui est signifié par Darlan le 4 décembre 1942. Quelques jours plus tard, le 10 décembre, Darlan décide quand même d'absoudre les officiers généraux engagés dans la conjuration. Un peu plus tard, Béthouart sera promu général de division.  Eisenhower lui-même le tient en haute estime.

#### Libération
Le général Giraud l'envoie en janvier 1943 à Washington comme chef de mission militaire afin de négocier l’aide américaine, principalement le réarmement de l'Armée française. Chef d’état-major de la défense nationale à Alger en novembre 1943, il est alors élevé aux rang et appellation de général de corps d'armée. Il accompagne le général de Gaulle, chef de la France libre lors de ses déplacements à Rome, Londres et il débarque avec lui à Courseulles en Normandie le 14 juin 1944. Le général Alphonse Juin lui succède à la tête de l'état-major général en août.
Il participe au débarquement de Provence en août 1944 à la tête du 1er corps d'armée (remplaçant le général Martin) et remonte la vallée du Rhône. En septembre 1944, il s'illustre dans la bataille des Vosges, puis il est chargé d'attaquer sur la trouée de Belfort à la mi-novembre. Après avoir atteint le Rhin le 19 novembre 1944, il libère Mulhouse le lendemain. En janvier 1945, il participe aux combats qui enfoncent le front sud allemand en Alsace. Ses troupes franchissent le Rhin le 16 avril et traversent la Forêt-Noire, atteignent le Danube le 21 avril, et sont au col d'Arlberg, dans l'ouest de l'Autriche le 6 mai 1945.

### Occupation de l'Autriche
Antoine Béthouart est nommé au commandement en chef des forces françaises en Autriche avant de devenir haut-commissaire de 1946 à 1950, et reçoit sa cinquième étoile en 1948. La zone d'occupation française en Autriche comprend une partie du Tyrol et le land de Vorarlberg. Dans le secteur français de Vienne, il fonde le lycée français de Vienne. Afin de résider dans la capitale, il réquisitionne la villa de la princesse de Windischgrätz (1883-1963), petite-fille de l'empereur François-Joseph.

### Sénateur
Antoine Béthouart quitte le service actif et devient sénateur des Français résidant hors de France et membre de la commission des Affaires étrangères, de la Défense et des Forces armées de cette assemblée. Il collabore aussi au journal Le Figaro.

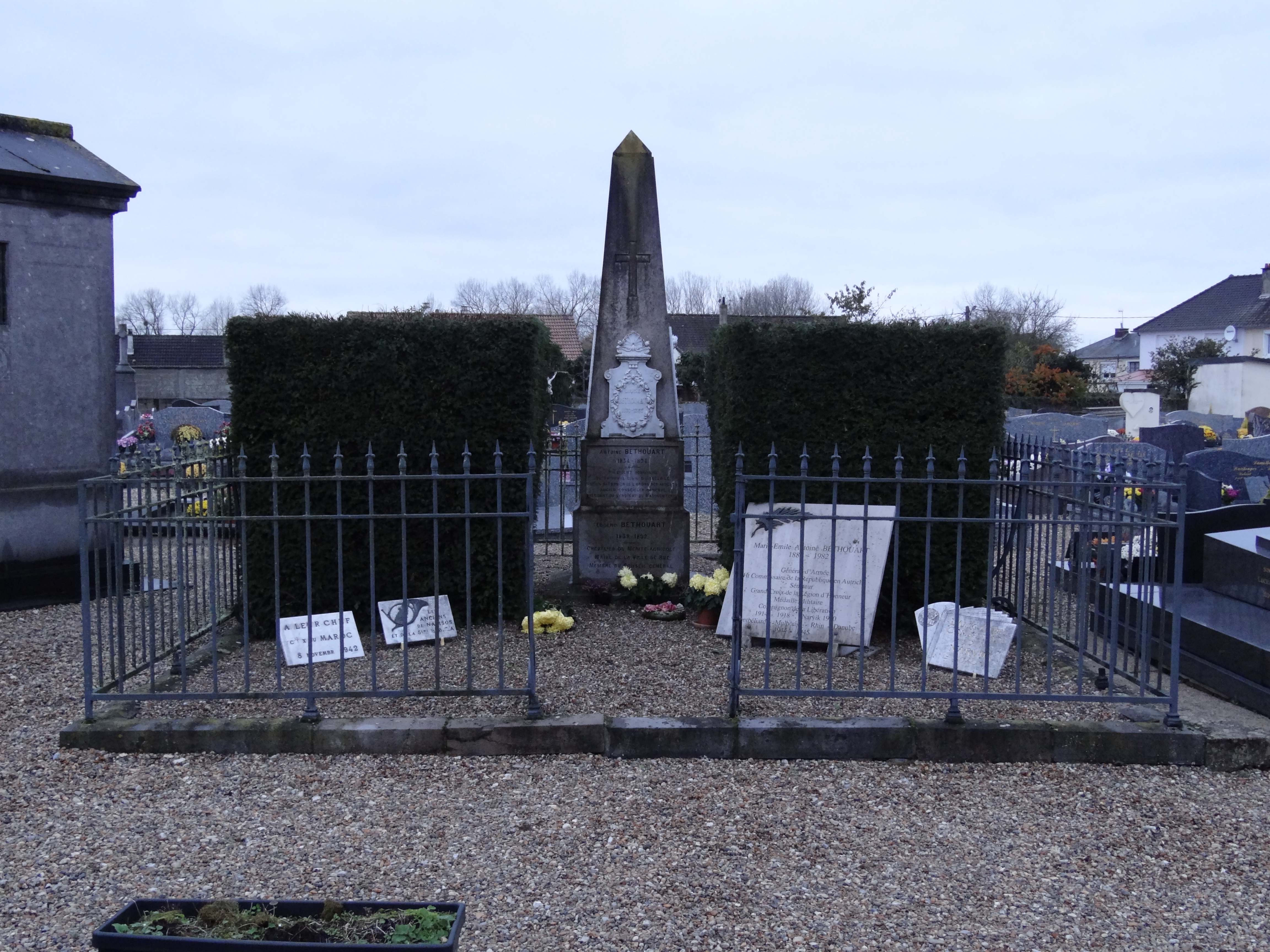
La tombe d'Antoine Béthouart au cimetière de Rue (Somme).

Il meurt le 17 octobre 1982 à Fréjus mais est inhumé à Rue, dans la Somme.

## Carrière militaire
- 1909-1912 : École militaire de Saint-Cyr (promotion de Fès)
- 9 avril 1940 : Général de brigade
- 12 novembre 1942 : Général de division
- novembre 1943 : Général de corps d'Armée
- 1948 : Général d'Armée

## Hommages
- Nelly Marez-Darley a peint à Baden Baden en 1945 un portrait d'Antoine Béthouart qui a été exposé à la Galerie Durand-Ruel en 1946[4].
- Son nom a été donné à la promotion 2000-2003 de l'école spéciale militaire de Saint-Cyr.
- Depuis 2003, une passerelle sur l'Inn à Innsbruck porte son nom.
- À Toulouse — dans le quartier Croix-Daurade — une impasse porte également son nom : elle débouche dans la rue du général Giraud.

## Publications
- Des Hécatombes glorieuses au désastre, 1914-1940, 1 vol. in-8° rel. éditeur sous jaquette illustrée, 219 p., Paris, Presses de la Cité, 1972. ;
- Cinq Années d'espérance ; mémoires de guerre (1939-1945), 1 vol. in-8°, 362 p., cahier de 16 p. d'ill. hors texte., Paris, Plon, 1968 ;
- La Bataille pour l'Autriche, in-8 rel. éditeur, jaquette illustrée, 320p., Presses de la cité, 1965.
- Le Prince Eugène de Savoie, Librairie Académique Perrin. 1975. (Biographie-463 pp.)
- Le livre de l'Alpin , 183 p. , Paris, Charles-Lavauzelle, 1933

## Distinctions

### Décorations françaises
- Médaille militaire (en 1950[5]) en qualité de général ayant commandé en chef devant l'ennemi

(Nota : la médaille militaire se porte en avant la LH pour les officiers généraux ayant commandé au front, attention selon La Grande Chancellerie aucun texte officiel n'existe et il s'agit d'une simple habitude)
- Grand-croix de la Légion d'honneur
- Compagnon de la Libération
- Croix de guerre 1914-1918 (3 citations)
- Croix de guerre 1939-1945
- Croix du combattant volontaire 1914-1918
- Médaille commémorative de la bataille de Verdun

### Décorations étrangères
- Compagnon de l'ordre du Bain (Royaume-Uni)
- Officier de la Légion du Mérite (États-Unis)
- Médaille d'argent de la valeur militaire 1914-1918 (Italie)
- Croix du Mérite de guerre (Italie)
- Grand officier de l'ordre de la Couronne (Belgique)
- Croix de guerre (Belgique)
- Croix de guerre avec épée (Norvège)
- Grand-croix de l'ordre de Saint-Olaf (Norvège)
- Chevalier de l'ordre militaire Virtuti Militari (Pologne)
- Commandeur de l'ordre du Lion blanc (Tchécoslovaquie)
- Croix de guerre 1939-1945 (Tchécoslovaquie)
- Grand officier de l'ordre royal de Saint-Sava (Yougoslavie)
- Commandeur de l'Aigle blanc de Serbie (Yougoslavie)
- Commandeur de l'Ordre de la Couronne de Yougoslavie (Yougoslavie)
- Grand-croix de l'ordre pro Merito Militensi
- Grand-croix, 1re classe de l'ordre du Mérite
- Membre de l'ordre du Mérite militaire chérifien (Maroc)
- Grand-croix de l'ordre du Ouissam alaouite chérifien (Maroc)[6]
- Commandeur du Nichan Iftikhar (Tunisie)
- Chevalier de l'ordre de la Rose blanche (Finlande)
- Médaille d'ordre du Mérite (Autriche)